# Friula wallacei
Friula wallacei is een spinnensoort in de taxonomische indeling van de wielwebspinnen (Araneidae).
Het dier behoort tot het geslacht Friula. De wetenschappelijke naam van de soort werd voor het eerst geldig gepubliceerd in 1896 door Octavius Pickard-Cambridge.